# Sở thú Košice
Sở thú Košice (tiếng Slovak: Zoologická záhrada Košice) là một sở thú (vườn thú) ở thành phố Košice, Slovakia. Tổng diện tích là 289 ha. Đây là sở thú lớn nhất ở Slovakia và lớn thứ ba ở Châu Âu. Sở thú Košice đón khoảng 250.000 du khách mỗi năm. Công viên kỷ Jura lớn nhất của Slovakia nằm trong vườn thú này.

## Lịch sử
Sở thú Košice bắt đầu được xây dựng vào năm 1979, và chính thức mở cửa đón du khách vào năm 1985. Lúc bấy giờ, sở thú chỉ rộng 7 ha và có 23 loài động vật. Năm 2000, một vườn thú cưng dành cho trẻ em được khai trương.

## Động vật
Vào tháng 1 năm 2020, sở thú Košice sở hữu khoảng 1250 động vật thuộc 280 loài. Động vật tại sở thú chủ yếu đến từ Châu Âu và Châu Á, chẳng hạn như: gấu nâu, linh miêu, Đà điểu Emu, vẹt, khỉ, gấu mèo, rùa, ngựa vằn, lạc đà, dê, ngựa, linh dương, sư tử, hổ, bò rừng bison, và hà mã.
Một số loài quan trọng đang được bảo tồn gồm: cá sấu lùn, đại bàng Kamchatka, sếu Sarus Úc, sếu Mantchurian, hải cẩu, mèo Pallas, ngựa vằn bờm thưa, và chó sói Siberia.

## Hình ảnh

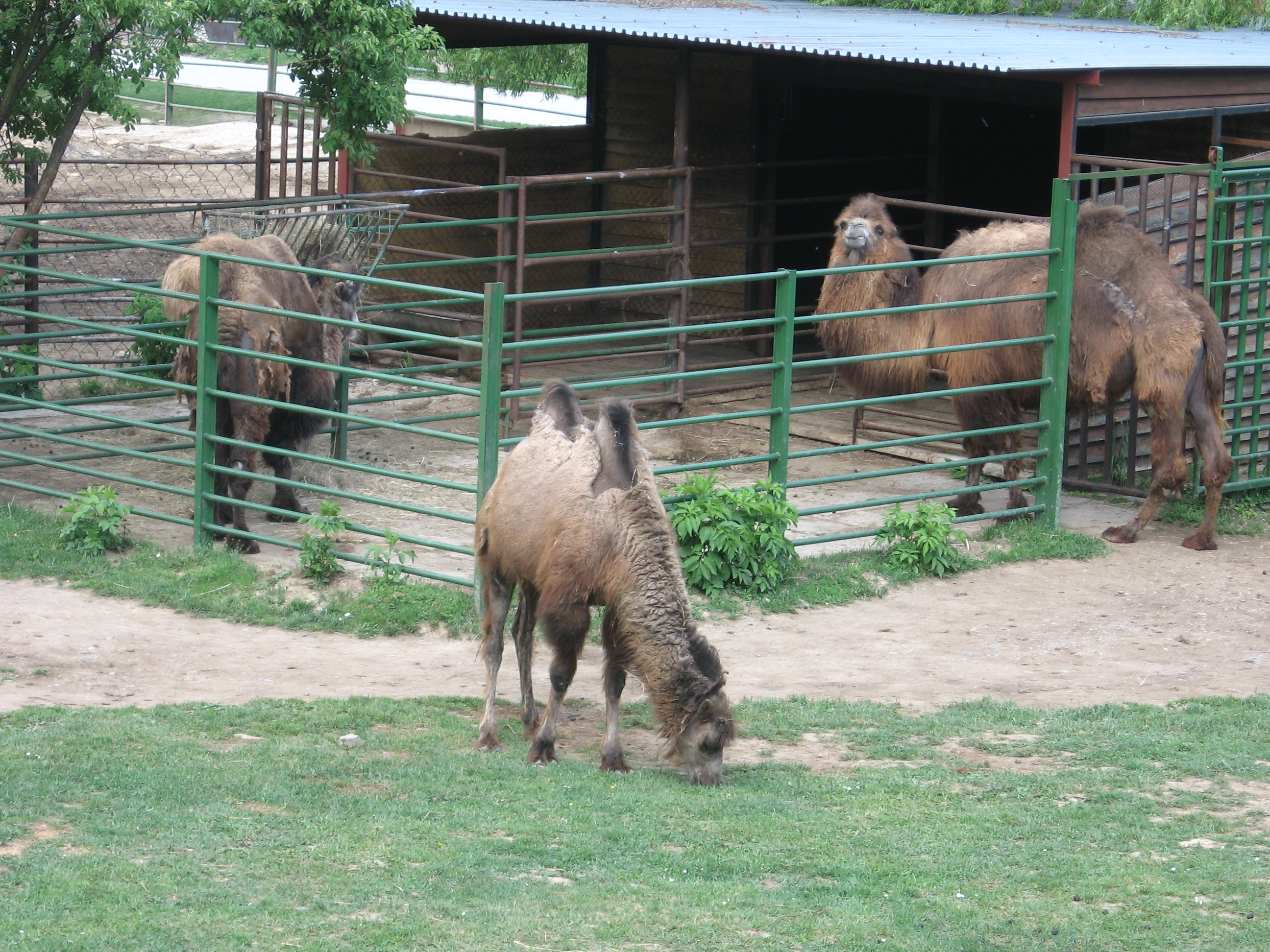
Lạc đà hai bướu
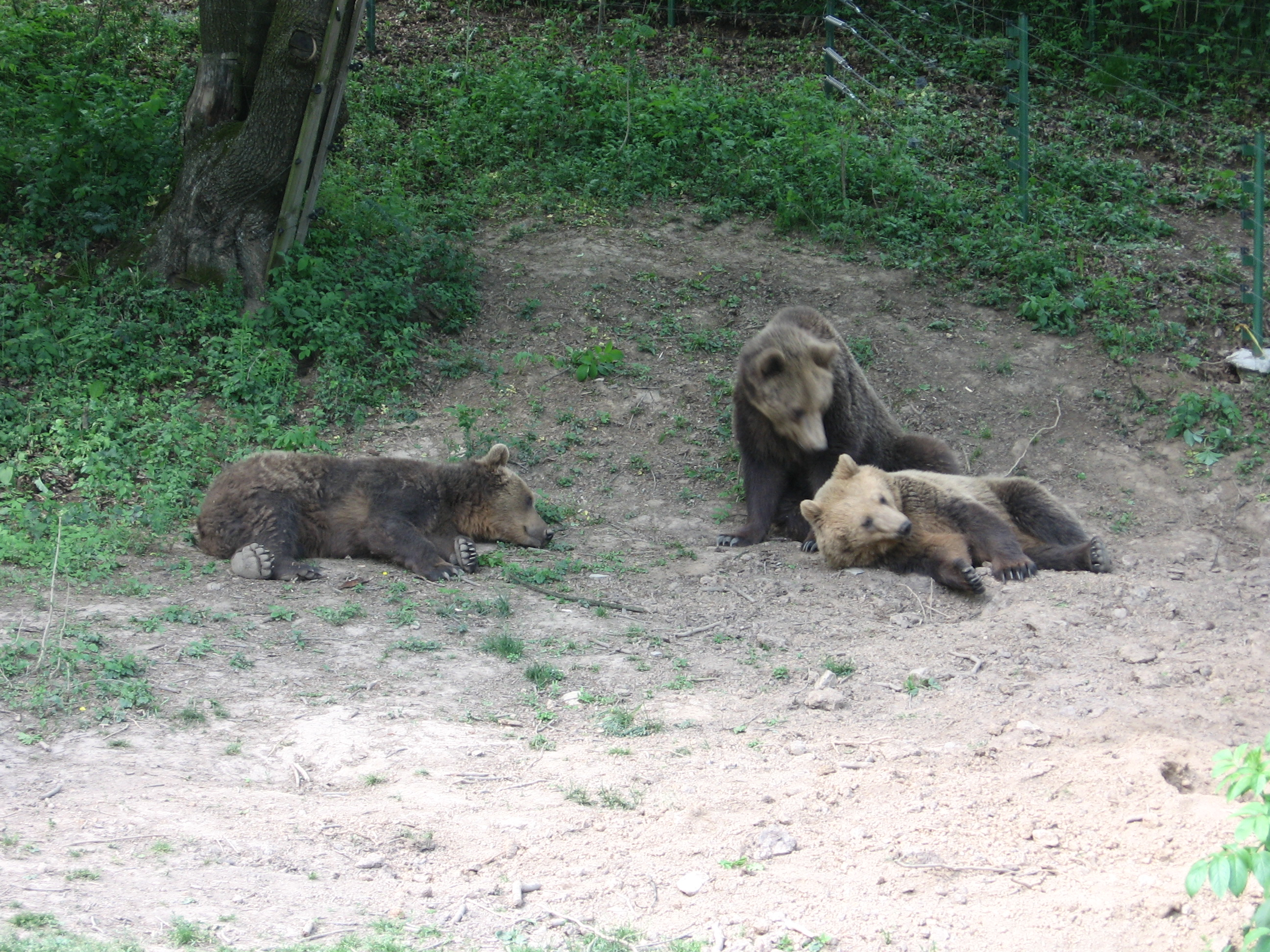
Gấu nâu
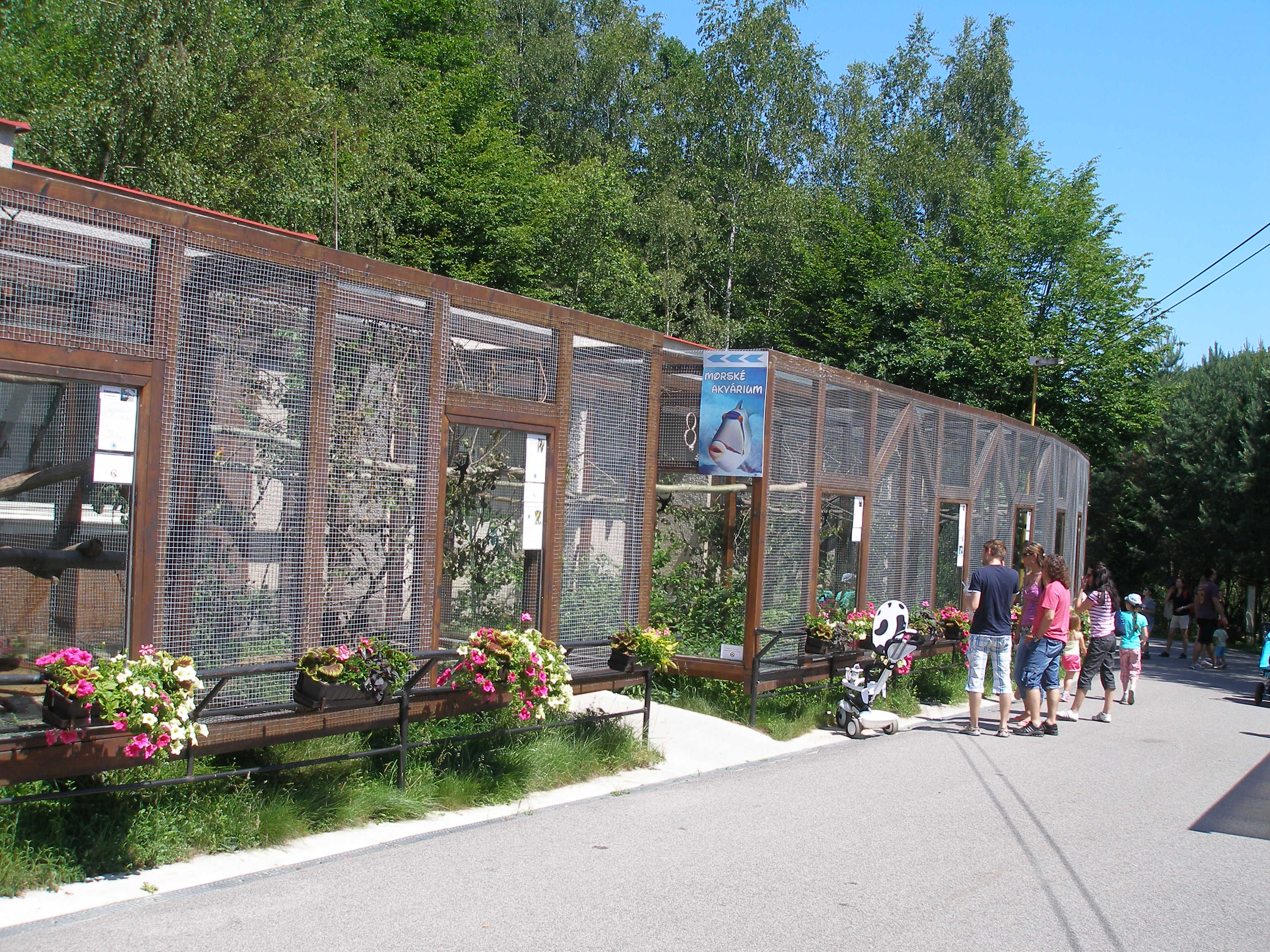
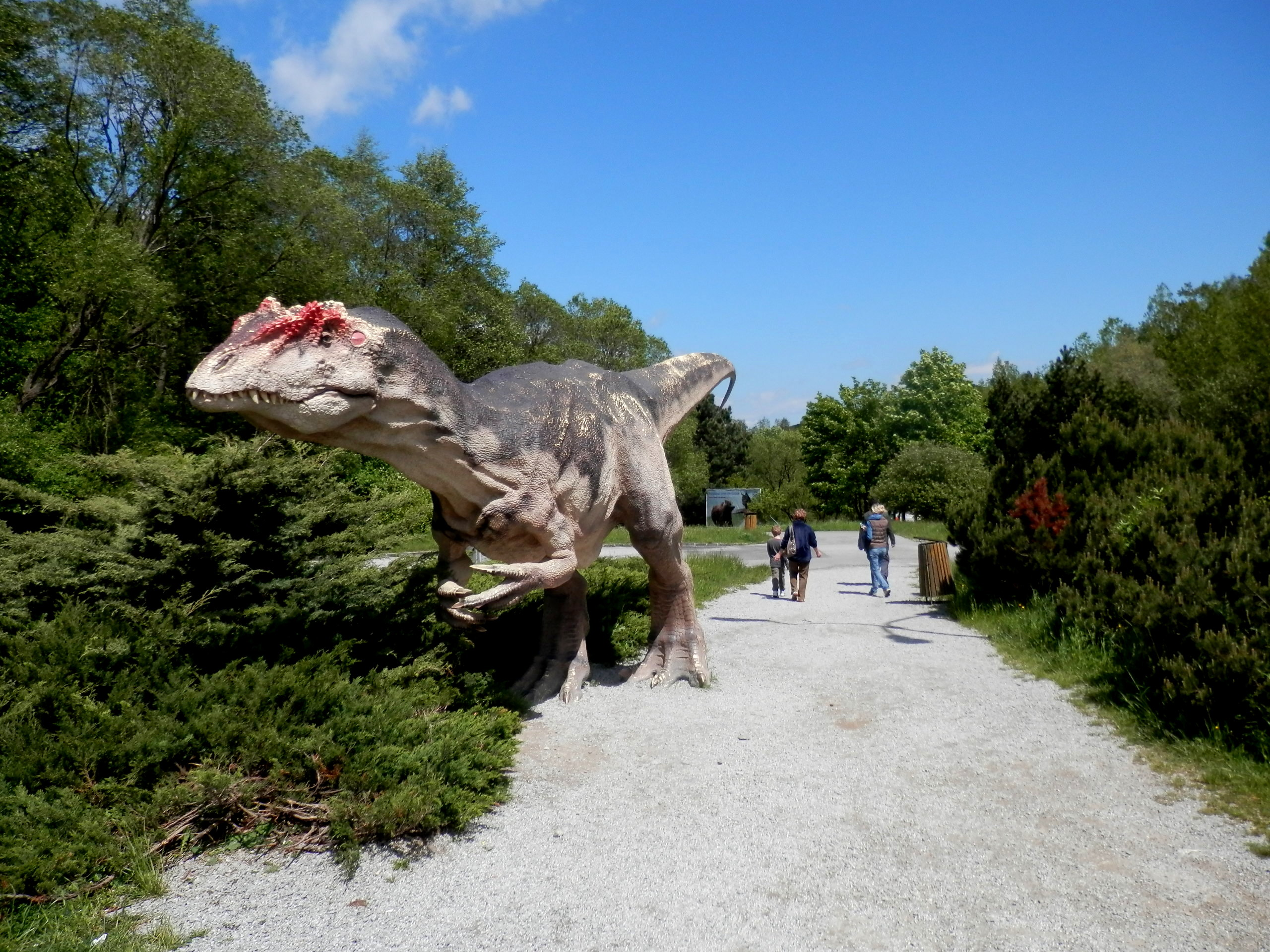
Công viên khủng long
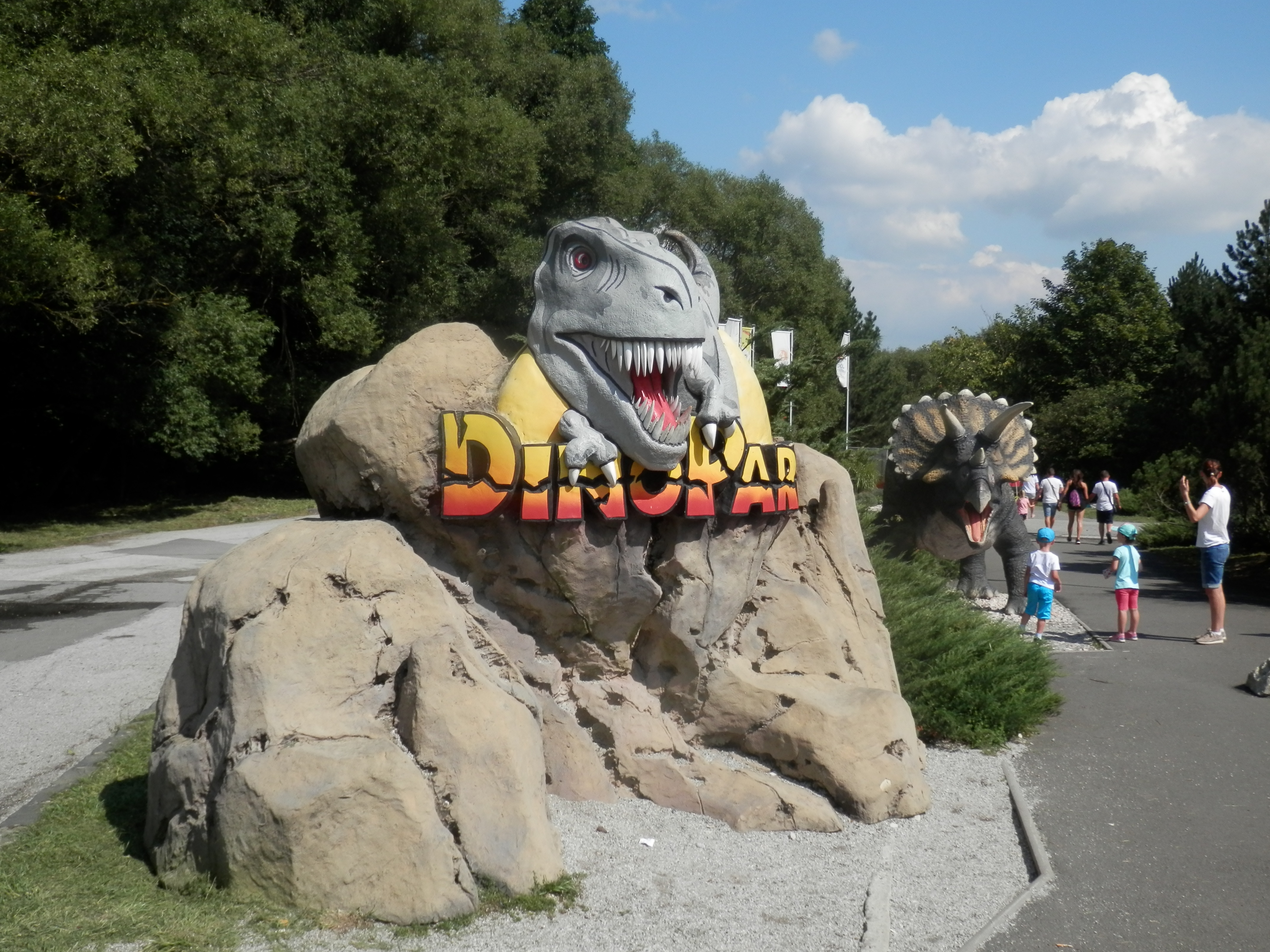
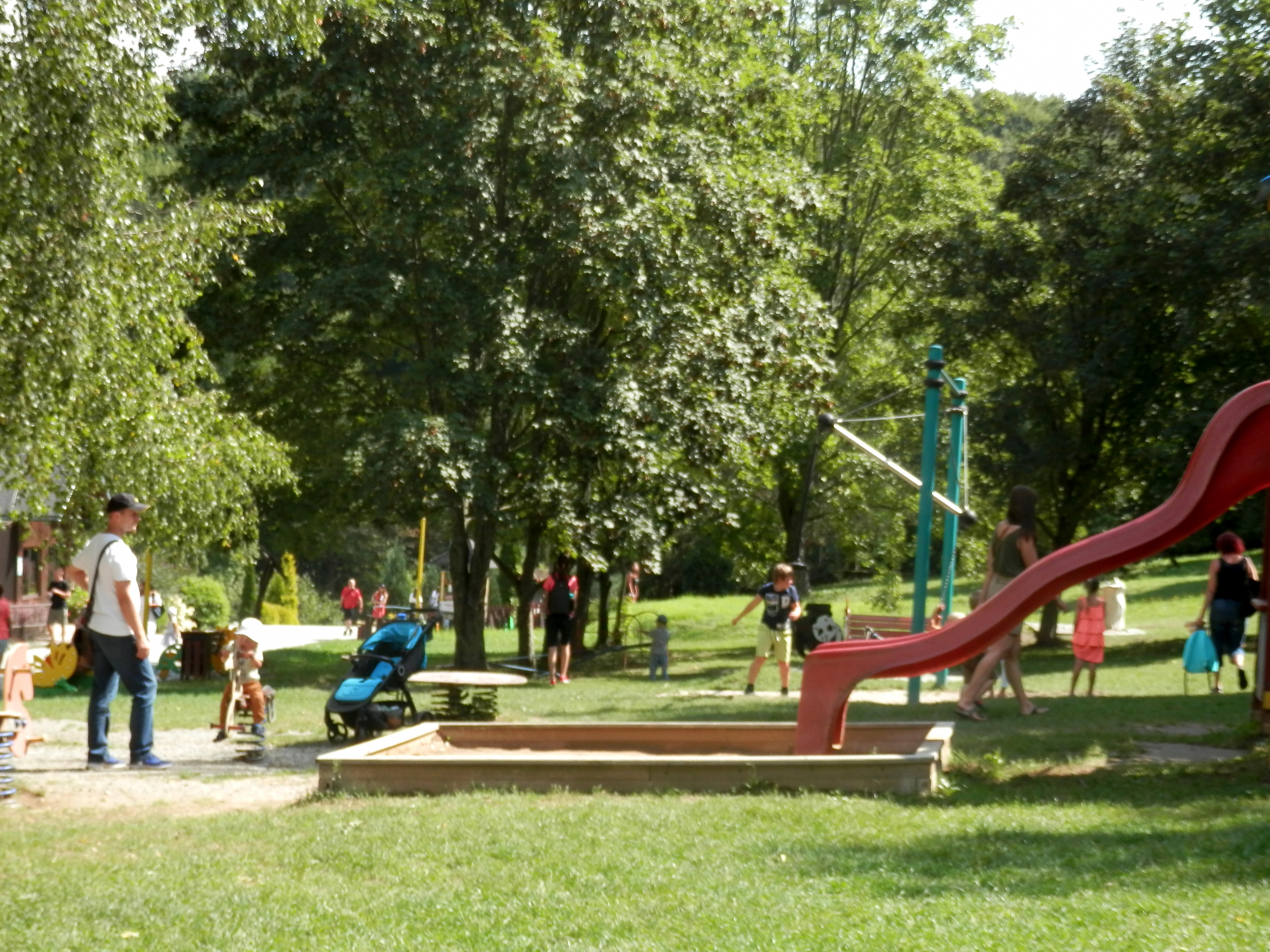